# Julio Rodríguez Puértolas
Julio Rodríguez Puértolas (Zaragoza, 1936-Madrid, 19 de septiembre de 2017) fue un crítico e historiador de la literatura española.

## Biografía
Hizo su tesis doctoral bajo la dirección de Dámaso Alonso sobre las Coplas de Vita Christi de fray Íñigo de Mendoza. Fue profesor en diferentes universidades de Inglaterra, Estados Unidos (llegó a ser el catedrático más joven de la Universidad de California en Los Ángeles), Canadá, Alemania y Cuba. Tras volver a España, y con no poca oposición de la universidad franquista, fue catedrático de Literatura española de la Universidad Autónoma de Madrid.
Comenzó su carrera estudiando la lírica cancioneril del siglo XV desde perspectivas muy influidas por el enfoque de Américo Castro y sus discípulos. Luego se consagró al estudio de la literatura del siglo XIX y el siglo XX desde un punto de vista social. Su obra maestra en este sentido es la monumental Literatura fascista española (1986-1987, 2 vols.) Que fue de lectura prohibida para los miembros del Opus Dei. Además, es autor de más de un centenar de artículos especializados en revistas españolas y extranjeras sobre literatura española e hispanoamericana, siempre desde los criterios del marxismo.
En su haber destacan numerosas ediciones críticas de clásicos como el Poema de Mío Cid, el Romancero, La Celestina, Jorge Manrique, Benito Pérez Galdós (Trafalgar, El caballero encantado) o Alejo Carpentier (La consagración de la primavera), entre otras.

## Obras

### Crítica literaria
- Poesía de protesta en la Edad Media castellana. Madrid: Gredos. 1968.
- De la Edad Media a la Edad conflictiva (1972)
- Galdós: burguesía y Revolución (1975)
- Juan Ruiz, arcipreste de Hita. Madrid: Edaf, 1978.
- Literatura, historia, alienación. Barcelona: Labor, 1976.
- Con Carlos Blanco Aguinaga e Iris M. Zavala, Historia social de la literatura española. (En lengua castellana) Madrid: Castalia, 1978, reimpreso en 1982 y 1983 y luego con el título Historia social de la literatura española Madrid: Ediciones Akal, 2000.
- Literatura fascista española. 2 vols, Madrid: Ediciones Akal, 1986-1987; reedición, con el título Historia de la literatura fascista española, Akal, 2008.

### Ediciones
- Ed. de Américo Castro, El pensamiento de Cervantes y otros estudios cervantinos, Madrid: Trotta, 2002.
- El "Desastre" en sus textos: (la crisis del 98 vista por los escritores coetáneos) Akal, 1999.
- Ed. de Poema de Mío Cid Ediciones Akal.
- Trad. de Herschel B. Chipp, Teorías del arte contemporáneo
- Ed. del Cancionero de Fray Ambrosio Montesino. Cuenca: Diputación Provincial, 1987.
- Ed. de Benito Pérez Galdós, Trafalgar Madrid: Cátedra, 1983.
- Ed. de Francisco Santos, Día y noche de Madrid. Editorial Castalia.
- Ed. de VV. AA., Poesía crítica y satírica del siglo XV Editorial Castalia.
- Ed. de Alejo Carpentier, La consagración de la primavera. Editorial Castalia.